# Quadro VX
Quadro VX是nVIDIA專業顯示核心Quadro產品線中的一個系列，於2008年11月推出。Quadro VX是专为满足中国使用Autodesk AutoCAD以及3ds Max的制造业和设计业专业人士需求而设计的。

## Quadro VX 200規格
- GPU技术規格：
  - CUDA并行处理器核心：96

- 尺寸：
  - ATX，4.38(高) x 9.0(長)

- 显存技术规格：
  - 显存总容量：512  MB GDDR3
  - 显存位宽：256-bit
  - 显存带宽(GB/秒)：51.2

- 支持的显示器：
  - 双链路DVI x 2
  - 數字最高显示分辨率@60Hz 2560 x 1600

- 支持的特性：
  - 着色器模型：4.0
  - OpenGL：2.1
  - Microsoft DirectX：10
  - 支持NVIDIA SLI技术
  - C语言编程环境
  - 全屏抗锯齿(最高)：32x
  - 插槽数量：1

- 电源技术规格：
  - 显卡最大功率(瓦)：75

## 規格參考
- NVIDIA顯示核心列表

## 外部連結
1. ↑  .   [2010-08-10]. （原始内容存档于2009-04-06）.

- NVIDIA Quadro VX 產品主頁（页面存档备份，存于）（简体中文）